# Cabrales
Cabrales település Spanyolországban, Asztúria autonóm közösségben. Cabrales Onís, Llanes, Peñamellera Alta, Tresviso, Cillorigo de Liébana, Camaleño és Posada de Valdeón községekkel határos. Lakosainak száma 1908 fő (2024).

## Népesség
A település népessége az utóbbi években az alábbiak szerint változott:
| Lakosok száma | 2382 | 2291 | 2225 | 2237 | 2157 | 2097 | 2008 | 1960 | 1907 | 1908 |
|               | 2001 | 2004 | 2007 | 2009 | 2012 | 2014 | 2017 | 2019 | 2022 | 2024 |